# Evius albicoxae
Evius albicoxae är en fjärilsart som beskrevs av William Schaus 1905. Evius albicoxae ingår i släktet Evius och familjen björnspinnare. Inga underarter finns listade i Catalogue of Life.